# Mirosternus blackburni
Mirosternus blackburni är en skalbaggsart som beskrevs av Perkins 1910. Mirosternus blackburni ingår i släktet Mirosternus och familjen trägnagare. Inga underarter finns listade i Catalogue of Life.